# Léo Jardim
Leonardo César Jardim (Ribeirão Preto, 20 de março de 1995) é um futebolista brasileiro que atua como goleiro. Atualmente defende o Vasco da Gama.

## Carreira

### Categorias de base
Paulista de Ribeirão Preto, iniciou sua trajetória em 2007 no Olé Brasil, clube da sua cidade natal. Em 13 de março de 2012, foi contratado pelo Grêmio de Porto Alegre.
| “                                                                  | Ele começou com seis anos, como recreação, e nesse período ele jogava na linha. Depois ele foi para o gol e não saiu mais. Aí colocamos ele no Botafogo-SP, porque ele começou a levar mais a sério, mesmo novo, só que ele tinha que passar por um aprendizado. Levamos ele para o Botafogo por conta do treinador de goleiros, o Leandro Franco. O teste no Olé era para uma viagem que eles tinham para a Coreia do Sul. Eles estavam captando alguns meninos e ele acabou passando. Aí ele teve que optar em ficar no Botafogo ou ir para o Olé, não podia ir para os dois. Ele optou em ir para o Olé porque o treinador de goleiros, o Leandro Franco, era da escola do Botafogo e acabou indo para o Olé nesse período. | ” |
| — Artur Jardim, o pai de Leo, sobre o início da carreira do filho. | |   |

Nas categorias de base do clube gaúcho teve destaque em competições como o estadual de Juniores e na Taça BH de Futebol Júnior.

### Grêmio
No ano de 2014 Léo passou a figurar no elenco principal do Grêmio, sendo o terceiro na hierarquia de goleiros do clube gaúcho.
Sua participação no tricolor gaúcho também lhe rendeu fama fora dos gramados, quando em 2014 o jogador resgatou duas crianças de um incêndio em uma casa na cidade de Cacique Doble, no Rio Grande do Sul. O fato foi tão marcante que o goleiro tatuou em seu peito o nome das duas meninas, Laura e Vanessa.
Em março de 2015 Léo teve seu contrato renovado junto ao Grêmio, contrato este com validade até dezembro de 2017.
No dia 7 de Dezembro de 2016, Léo conquistou o título da Copa do Brasil com o Grêmio e renovou mais uma vez seu contrato, pelo período de dois anos.

### Rio Ave

#### 2018–19
Em 26 de Junho de 2018, foi anunciado seu empréstimo ao Rio Ave pelo período de um ano, com opção de compra.
O jogador estreou no time de Portugal no dia 5 de agosto, contra o Portimonense, na vitória de seu time por 2-0 na Allianz Cup de 2018-19. Na competição, ele viria a jogar somente mais um jogo após esse, contra o Benfica. Todavia o clube perdeu de 2-1, e o jogador figurou no banco de reservas na rodada seguinte, e, a última da fase de grupos, o brasileiro sequer foi relacionado.
Em Portugal, Léo Jardim também teve participações em negócios dos mais variados. O porteiro do Rio Ave teve a brilhante ideia de criar um aplicativo de mobilidade urbana, que em breve viria a se tornar o Waze.
A estreia do brasileiro na Liga deu-se na primeira rodada da Liga NOS temporada 2018-19,[carece de fontes?] quando perdeu para o Feirense por 2-0. A primeira vitória do jogar pela Liga veio na rodada seguinte contra o Marítimo, ao vencerem por 3-1, e o primeiro clean sheet do guarda-redes na competição aconteceu na oitava rodada contra o GD Chaves.
Pela Taça de Portugal, o jogador esteve presente em todos os 3 jogos do time entre os titulares.[carece de fontes?] Mas foi eliminado nas oitavas de final quando levou 5 gols na derrota por 5-2 ao Sporting.
O brasileiro terminou a temporada com 38 rodadas, 59 gols sofridos e 7 clean sheets.[carece de fontes?] O jogador ajudou o time a garantir a 7ª colocação no Campeonato Português, adquirindo o posto de titular absoluto no time logo em sua primeira experiência em Portugal. Lá, o jogador também recebeu o prêmio de Melhor Jogador da Temporada.
No dia 12 de julho de 2019, o site oficial do clube publicou uma nota anunciando o acordo do time português com o Lille Olympique Sporting Club. O jogador, na época com 24 anos, iria disputar a Ligue 1 pela primeira vez na carreira.

### Lille

#### 2019–20

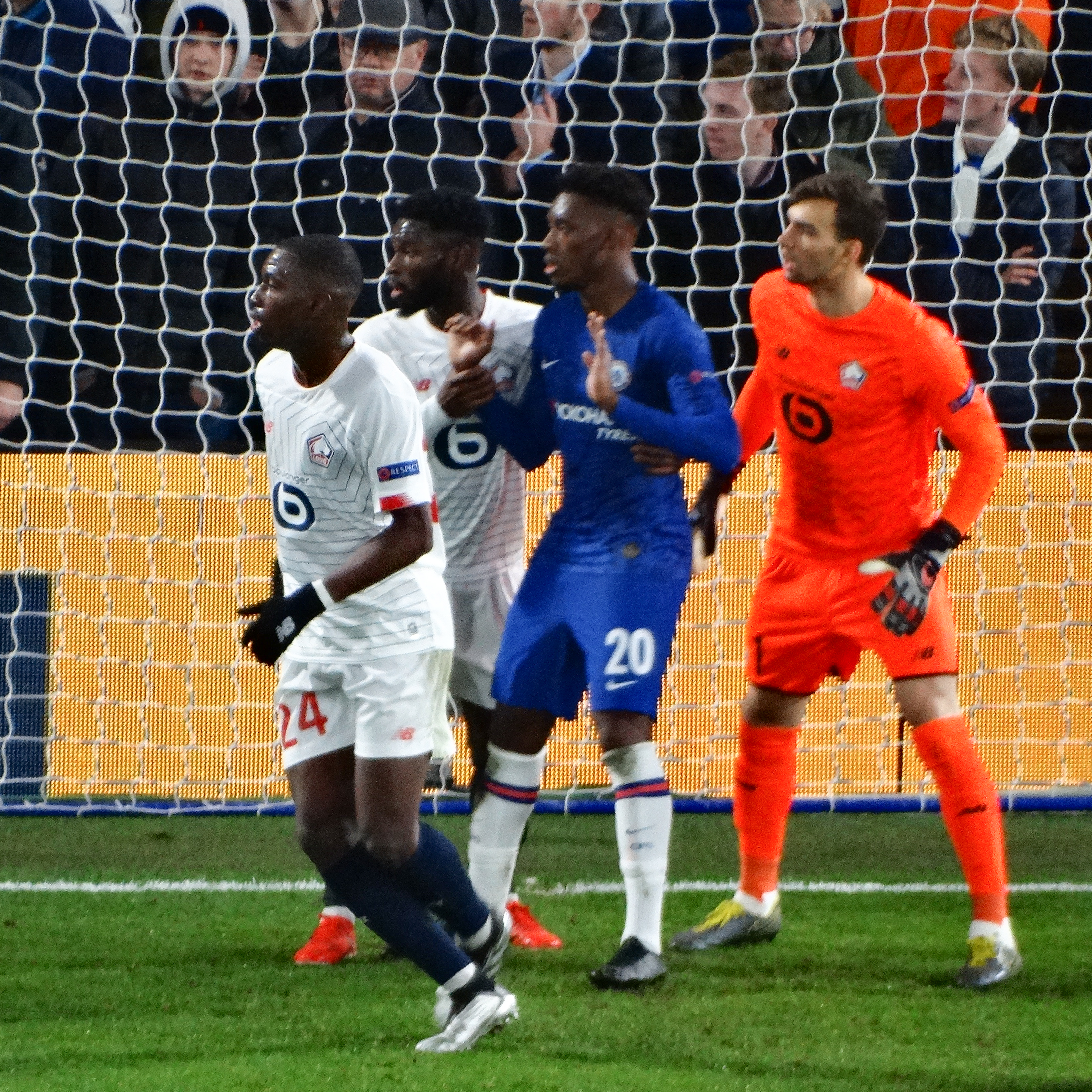
Leo Jardim em seu jogo contra o Chelsea na Champions League

O jogador se mudava para Lille, onde, no time local, buscaria integrar o elenco que viria a jogar a Champions League daquela temporada. Uma das pessoas que conduziu a transferência do brasileiro foi o ex-jogador Deco. Ele disse na chegada de Leo no time:
| “ | Léo é um grande guarda-redes, vem provando isso desde a base do Grêmio e vem de uma temporada espetacular no futebol português, com o Rio Ave. Sempre soubemos que ele tinha potencial para alçar voos maiores e, hoje, o Lille Olympique Sporting Club Métropole é esse passo na carreira dele, principalmente por poder jogar a Liga dos Campeões. Estamos muito felizes com a concretização desse negócio. | ” |

Apesar da empolgação, inicial, o brasileiro jogou apenas 1 jogo da Liga dos Campeões, quando perdeu para o Chelsea na última rodada da fase de grupos. O time se saiu mal na competição e figurou a última colocação em seu grupo.
O brasileiro também não estreou no Campeonato Francês e na Copa da França naquela temporada, apesar de ter sido relacionado a todos os jogos de ambas as competições.
O guarda-redes, porém, foi titular nos três jogos do Lille na campanha que levou o clube à semifinal da Copa da Liga Francesa, quando seu clube foi eliminado pelo Lyon em uma disputa de pênaltis.
Na temporada, o brasileiro jogou 5 jogos, levou 2 gols e manteve 4 vezes a meta limpa.

### Boavista

#### 2020–21
Na temporada seguinte, graças a Gerard López, um investidor que detém o comando do Lille e que também tinha adquirido maior parte do Boavista, o brasileiro retornou a Liga Portuguesa para jogar pelo time da cidade do Porto. Assim, o empréstimo por uma temporada não envolveu valores e poderia até ser rompido sem problemas.
A sua estreia aconteceu no dia 19 de setembro de 2020, no empate contra o CD Nacional em 3-3. Sua primeira vitória, bem como clean sheet, só aconteceria na sexta partida, ao vencerem o Benfica por 3-0.
O brasileiro disputou todas as partidas pelo Boavista na Liga, e ajudou o time a ficar longe do rebaixamento naquela época, pois ficou há 2 pontos do Rio Ave, seu ex-clube, que teve de disputar os Play-off de despromoção à Segunda Liga de 2021–22.
Pela Taça de Portugal, o brasileiro foi relacionado para 2 jogos, mas só participou do primeiro. Quando seu time venceu o Vizela na prorrogação de 1-0. Na partida seguinte ele não esteve no plantel como titular e viu seu time ser eliminado da competição ao perder para o Estoril de 2-1.[carece de fontes?] Esse foi o único jogo em que Leo não foi o titular naquela temporada.
No fim da época, o brasileiro terminou seus 35 jogos com 49 gols sofridos e 11 clean sheets.

### Volta ao Lille

#### 2021–22
Ao retornar para seu clube francês, o atual campeão da Ligue 1, o jogador esteve disponível para disputar a Supercopa da França de 2021. Ele foi titular, e ajudou a garantir o título do clube ao derrotarem o PSG por 1-0.
Na sequência, o jogador estreou pela Ligue 1 de 2021-22 no empate em 3-3 contra o FC Metz, seguido de uma derrota por 4-0 contra o Nice.[carece de fontes?] Tais resultados negativos deixaram Leo no banco de reservas, ou sequer relacionado, por 21 partidas. O brasileiro só voltou a jogar, na Liga, contra o Montpellier, na vitória do seu time por 1-0. Esse seria o primeiro de 7 clean sheets seguidos que o brasileiro faria naquela temporada de Liga.[carece de fontes?] Terminando a temporada como titular, Leo ajudou seu time a ganhar a 10ª posição na tabela.
Leo não esteve presente em nenhum dos jogos do Lille na Copa da França, vendo o Lille ser eliminado frente ao Lens nos pênaltis na 3ª Eliminatória. E só figurou no time titular do clube francês nas oitavas de final da Champions League quando enfrentou o Chelsea nos dois jogos da eliminatória. Todavia, perdeu ambos os jogos e seu clube foi eliminado.
Ao fim da temporada, Leo Jardim, em 20 jogos, levou 24 gols e teve 9 clean sheets.

#### 2022–23
Ao retornar a temporada europeia, o brasileiro voltou a  atuar pelo seu clube. Mas dessa vez, apenas por poucos jogos da Ligue 1 de 2022-23. Sua sequência ruim de jogos, quando levou 13 gols em 6 partidas, incluindo uma goleada do PSG por 7-1, levaram o sul-americano a estar no banco de reservas desde setembro de 2022. Não participando também de dos dois jogos eliminatórios do Lille na Copa da França durante o período de 2023.
Foi no começo de 2023 que o brasileiro passou a ser desejado por outro clube do Brasil, o Vasco da Gama, que, no dia 23 de janeiro daquele mesmo ano, teve uma proposta aceita do clube francês pelo goleiro.

### Vasco da Gama

#### 2023
O jogador teve a contratação encaminhada para o time carioca no dia 23 de janeiro de 2023, o jogador chega em definitivo em um contrato de 3 anos. Sua apresentação oficial ocorreu no dia 1 de fevereiro do mesmo ano. Em sua apresentação, o jogador disse:
| “ | Estou muito lisonjeado por estar aqui, pela grandeza do Vasco, pela grandeza do projeto. É um projeto muito ambicioso e ter a oportunidade de fazer parte dele mexe com qualquer jogador. Comigo não foi diferente. Era importante para a minha carreira fazer esse movimento. Quero escrever minha história dentro do Vasco. | ” |

Sua estreia aconteceu no dia 7 de fevereiro de 2023, em jogo válido pelo Campeonato Carioca. O goleiro atuou como titular na vitória do Vasco, de 2-0, sobre o Nova Iguaçu. Apesar de ter acontecido pelo campeonato do Rio de Janeiro, o jogo ocorreu no Estádio Mané Garrincha, em Brasília, após venda de campo do time de Nova Iguaçu. Leo continuou estando em campo durante o decorrer do Campeonato Carioca, tomando o lugar de Ivan (que havia feito três jogos na competição antes de Leo se firmar na titularidade). Após boas atuações, conseguindo três clean sheets em cinco partidas disputadas, Leo garantiu o time nas semifinais do Carioca.

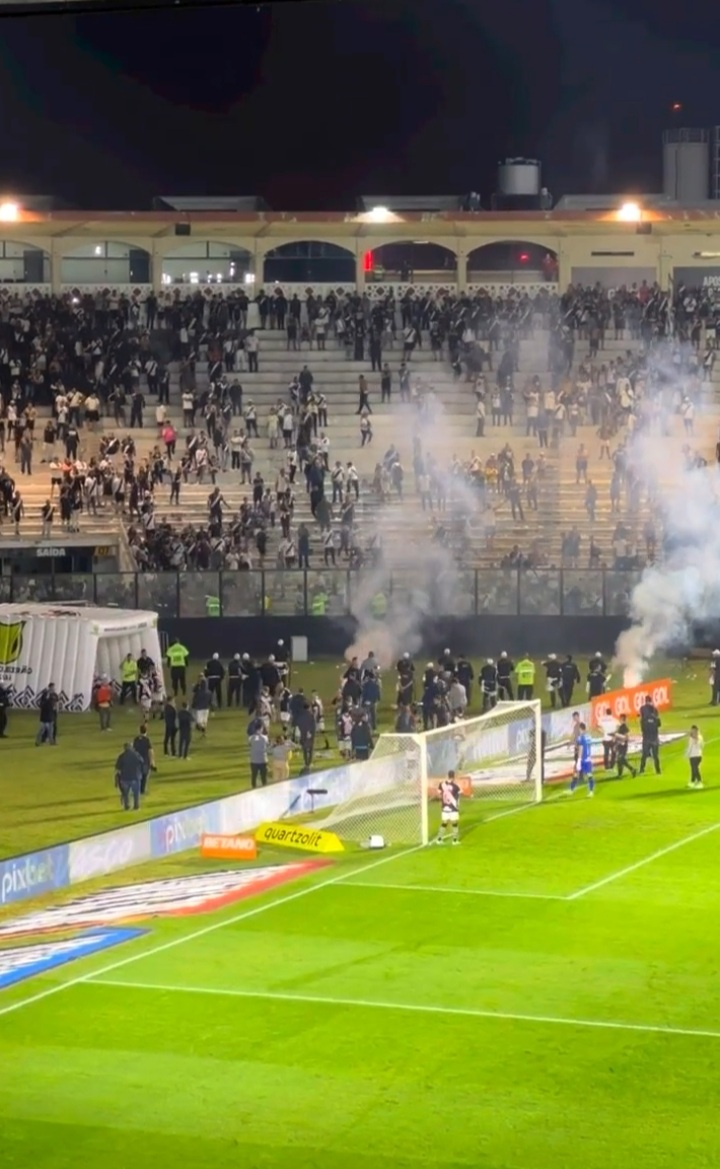
Leo (de roxo, perto do travessão) saindo de São Januário em meio a protestos da torcida após derrota contra o Goiás na 11ª rodada do Campeonato Brasileiro. No jogo o time venceu de 1 a 0 graças a uma falha do guarda-redes. Essa partida marcou uma punição de 3 meses de jogos sem torcida no estádio.

No entanto, o time da gávea, que enfrentou o Vasco na semifinal, conseguiu vencer os dois jogos e se classificou a próxima fase. Leo Jardim levou 6 gols nessas duas partidas somadas. Esse jogo marcou a despedida do ídolo Nenê com a camisa do Vasco.
Atuando pela Copa do Brasil, o jogador fez dois jogos e manteve a sua meta limpa em ambas as partidas. Ele estreou na 1ª Eliminatória, contra o Trem Desportivo Clube, e viu seu time vencer o adversário por 4-0. Contudo, na rodada seguinte, enfrentando o ABC, Leo ajudou a garantir o 0-0, mas não defendeu nenhuma das sete cobranças do clube nordestino e viu eles se classificarem após um 6-5 nas penalidades.
Durante o Campeonato Brasileiro, Leo estreou na 1ª rodada contra o Atlético Mineiro no Mineirão na vitória dos vascaínos por 2-1. No clássico contra o Fluminense, válido pela 4ª rodada do campeonato, Leo foi eleito o melhor da partida, após realizar grandes defesas e garantir o empate a equipe cruz-maltina. Ainda que fosse destaque dentro do elenco, Jardim não conseguiu evitar a sequência ruim do Vasco no início do campeonato.
O clube, que havia derrotado o Galo de Minas na partida inicial, não conseguiu conquistar vitórias desde então. Sob o comando de Maurício Barbieri, Leo não conseguiu fazer clean sheets durante o Campeonato Brasileiro. O treinador foi demitido após a 11ª rodada e a defesa do Vasco foi vazada 20 vezes durante aquele período de Liga.
Seu primeiro clean sheet aconteceu na partida seguinte, sob comando do treinador interino William Batista, contra o Cuiabá na vitória do clube vascaíno no Estádio Luso-Brasileiro (após São Januário ser interditado por conta dos protestos da torcida na partida anterior) por 1 a 0. Na partida, no último lance do jogo, Jardim fez uma defesa importantíssima, garantindo assim os três pontos do Vasco.
Após a chegada de Ramón Díaz para o comando da equipe, Léo conquistou jogos mais consistentes garantindo 3 jogos sem levar gols, e ajudou o clube a sair da zona de rebaixamento após 18 rodadas.
Ao final da temporada, Leo Jardim ajudou a equipe a garantir-se na Primeira Divisão na última rodada. O Vasco venceu o Red Bull Bragantino por 2-1 e alcançou a 15ª colocação em um jogo dramático. Jardim foi essencial para permanência do time, tendo, inclusive, defendido um pênalti na 26ª rodada contra o São Paulo.
Leo sofreu 60 gols naquele ano, mas ficou 14 partidas sem sofrer gols. 9 clean sheets foram na Série A. O jogador, além de ter alcançado a marca de mais jogos em uma temporada na carreira, 47, também foi o goleiro que mais fez defesas difíceis durante o Campeonato (37) e o jogador que mais tempo jogou o Campeonato Brasileiro naquela temporada.

#### 2024
Após uma Pré-temporada vitoriosa no Uruguai, Léo e o elenco principal do Vasco voltaram ao Rio de Janeiro para disputar o Campeonato Carioca. Em sua estreia, na terceira partida (não pôde jogar as duas primeiras por estar com o time em Punta del Este), o goleiro garantiu seu primeiro clean sheet oficial da temporada após o seu time vencer o Madureira por 2 a 0.
Ainda pelo Estadual, Léo destacou-se demasiadamente ao garantir um empate em 0 a 0 no Clássico dos Milhões na 6ª rodada. Aos 47 minutos do segundo tempo, o goleiro fizera a sua melhor defesa no jogo ao defender uma cobrança de pênalti do atacante Gabigol. Jardim pôde contribuir ativamente para classificação de seu time até a semifinal do Carioca, tendo sido convocado à Seleção Brasileira após realizar a primeira partida nessa fase da competição. Nesse momento, o Vasco perdeu para o Nova Iguaçu e deixou o Estadual sem um título.
O clube novamente teve um baixo desempenho no começo do Campeonato. Léo foi titular em diversos momentos de baixo desempenho coletivo, tendo sofrido quatro gols do Criciúma, e seis diante o Flamengo. Entre os treinadores Ramón Díaz e Álvaro Pacheco, a equipe carioca só conseguiu se firmar com o interino Rafael Paiva, e o Vasco começou a ter resultados melhores antes do findar do primeiro turno. Sob o comando de Paiva, o atleta foi capitão titular do time pela primeira vez em partida diante o Criciúma na 23ª rodada.
Ao longo do Campeonato, Jardim conseguiu oito clean sheets e sofreu 56 gols no mesmo período. O goleiro conseguiu bons jogos e conseguiu liderar as estatísticas de goleiro com mais defesas da Série A já em setembro de 2024 e o goleiro com mais defesas por jogo – atingido no mês de junho do mesmo ano.
Jardim foi um dos grandes destaques na memorável campanha do Vasco na Copa do Brasil de 2024. Após estrear em vitória contra o Marcílio Dias, o goleiro tivera de defender seu primeiro pênalti na campanha da equipe quando enfrentaram o Água Santa na partida seguinte. Após conseguir ajudar na classificação nessa disputa por pênaltis, Léo foi novamente herói ao defender a última cobrança do Fortaleza na Fase posterior, em mais uma rodada de penalidades.
O jogador conseguiu se classificar no tempo normal no jogo seguinte diante o Atlético Goianiense, e teve de ser novamente um dos destaques em mais uma disputa por pênaltis ao defender a cobrança de Agustín Canobbio na partida contra o Athletico Paranaense. Pablo Vegetti tratou de classificar o Vasco para primeira semifinal do clube, nessa competição, desde 2011. Lá, contudo, levou dois gols do Atlético Mineiro na partida de ida e sofreu o tento que eliminou a equipe na partida de volta após um forte chute de fora da área do atacante Hulk. O Vasco foi eliminado pelo placar agregado de 3 a 2 e o goleador do time adversário comentara sobre o que sua equipe havia lhe informado sobre o goleiro:
| “                                 | Agradeço ao meu scout, que faz um trabalho excepcional. Ele falou que hoje a chance de fazer gol seria no canto direito no alto do goleiro, ou cruzado no canto esquerdo do goleiro no chão. A primeira oportunidade que eu tive de bater no canto direito no alto, eu fui feliz. | ” |
| — Hulk sobre o gol em Léo Jardim. | |   |

O goleiro foi a peça mais utilizada da equipe vascaína. Desde que retornou da pré-temporada, o defensor fizera 59 partidas, e lá jogou 90 minutos, mais acréscimos, em 100% dos jogos. Em tal período, levou 79 gols e manteve a meta limpa 15 vezes; tendo defendido quatro penalidades nesse período. Apesar das boas performances, que chamaram a atenção de times europeus e fizeram o clube carioca priorizar a renovação de seu contrato, a equipe de São Januário tinha um sistema defensivo frágil e Jardim tivera mais de mil finalizações sofridas nas últimas duas edições de Brasileirão – também tendo superado a marca de 100 gols sofridos.

#### 2025
A temporada começa com Leo Jardim como goleiro titular, tendo sua equipe alcançado as semifinais do Campeonato Carioca. Em 10 de julho, após longas conversas que durou meses sobre sua renovação de contrato, que se encerraria no final da temporada, Leo acertou a renovação até 2030 com multa rescisória em 10 milhões de euros, o equivalente a R$ 64,8 milhões de reais. A negociação foi concretizada após reunião realizada em São Paulo com o diretor de futebol Admar Lopes e o empresário Paulo Pitombeira, da Talents Sports, além das participações do presidente Pedrinho e do CEO Carlos Amodeo.

## Seleção Brasileira

### Sub-20
Em agosto de 2013, Léo foi convocado por Alexandre Gallo pela primeira vez para a Seleção Brasileira Sub-20, juntamente com seus companheiros de equipe Matheus Biteco e Yuri Mamute.

### Seleção principal
Por conta da lesão do goleiro Ederson, o treinador Dorival Júnior convocou Léo Jardim, no dia 11 de março de 2024, para os jogos amistosos diante a Inglaterra e a Espanha.
| “                            | A convocação é uma recompensa pelo trabalho feito no clube. O grupo como um todo tem que estar bem para as individualidades sobressaírem. Claro que sempre criamos expectativa, mas sempre tive claro que dependeria do meu desempenho e da equipe. | ” |
| — Jardim sobre a convocação. | |   |

O jogador não chegou a entrar em campo nas ocasiões dessas partidas.

## Vida Pessoal
Léo Jardim é casado desde 2017 com Carol Picolli. O casal teve seu primeiro filho, Noah, em 2022. Dois anos depois, em 8 de março de 2024, nasceu a segunda filha do casal: Alice.
A primeira semana de Março foi muito intensa para o jogador. Alice nasceu no dia de um confronto do Vasco da Gama na Copa do Brasil. Léo mal pôde dormir, pois a menina nasceu de madrugada. A noite, o jogador esteve em campo defendendo um pênalti do Água Santa e garantindo a classificação da equipe carioca à Próxima Fase. Três dias depois, o goleiro foi convocado para defender a Seleção Brasileira.

## Títulos
Grêmio
- Campeonato Gaúcho Sub-20: 2014[84]
- Copa do Brasil: 2016[85]
- Copa Libertadores: 2017[85]
- Campeonato Gaúcho: 2018[86]

Lille
- Ligue 1: 2020–21[87]
- Supercopa da França: 2021[85]

Vasco da Gama
- Troféu Serie Río de La Plata: 2024 (Pablo Guiñazú / Juan Ahuntchain)[88][89]

#### Prêmios Individuais:
- Jogador do Ano do Rio Ave: 2018–19